# Miranda Fricker
Miranda Fricker (12 de março de 1966) é uma filósofa inglesa, membra da Academia Britânica e professora destacada da City University of New York Graduate Center. Fricker cunhou o termo injustiça epistêmica, o conceito de uma injustiça relcionada ao conhecimento, em seu livro de 2007 Epistemic Injustice.

## Educação e carreira
Fricker se doutorou na Universidade de Oxford. Ela deu aula no Birkbeck College, em Londres e na Universidade de Sheffield, antes de se mudar para o CUNY Graduate Center em 2016. Além disso, ela é Professora Honorária de Filosofia em tempo parcial na Universidade de Sheffield.
Ela foi eleita membra da Academia Britânica em 2016; e membra da Academia Americana de Artes e Ciências em 2020.

## Publicações selecionadas

### Livros
- The Epistemic Life of Groups: Essays in the Epistemology of Collectives, eds. Brady & Fricker (Oxford University Press, 2016)
- Epistemic Injustice: Power and the Ethics of Knowing (Oxford University Press, 2007)
- The Cambridge Companion to Feminism in Philosophy, co-edited with Jennifer Hornsby (Cambridge University Press, 2000)

### Artigos selecionados
- "Powerlessness and Social Interpretation", Episteme: A Journal of Social Epistemology Vol. 3 Issue 1-2 (2006); 96-108
- "Epistemic Injustice and A Role for Virtue in the Politics of Knowing", Metaphilosophy vol. 34 Nos. 1/2 Jan 2003; reprinted in M. Brady and D. Pritchard eds. Moral and Epistemic Virtues (Blackwell, 2003)
- "Life-Story in Beauvoir's Memoirs", The Cambridge Companion to Simone de Beauvoir ed. Claudia Card (CUP, 2003)
- "Confidence and Irony", Morality, Reflection, and Ideology ed. Edward Harcourt (OUP, 2000)
- "Pluralism Without Postmodernism", The Cambridge Companion to Feminism in Philosophy eds. M. Fricker and J. Hornsby (CUP, 2000)